# Copa da UEFA de 1999–00
Taça  UEFA de 1999–2000 foi a 29ª edição da Copa da UEFA, vencida pelo Galatasaray S.K. da Turquia em vitória sobre o Arsenal F.C., nos pênaltis, por 4-1, após empate de 0-0 no tempo normal. A maior goleada da competição foi registada quando o Viking FK venceu o Principat por 11-0.

## Fase de qualificação
| Equipe 1              | Total  | Equipe 2                | 1.º jogo     | 2.º jogo          |
| --------------------- | ------ | ----------------------- | ------------ | ----------------- |
| FC Shakhtar Donetsk   | 4–3    | FK Sileks Kratovo       | 3–1 (Report) | 1–2 (Report)      |
| HJK Helsinki          | 2–1    | Shirak FC               | 2–0 (Report) | 0–1 (Report)      |
| FC Lokomotivi Tbilisi | 2–1    | Linfield F.C.           | 1–0 (Report) | 1–1 (Report)      |
| FC Sheriff Tiraspol   | 1–1(a) | SK Sigma Olomouc        | 1–1 (Report) | 0–0 (Report)      |
| Yerevan               | 1–4    | Hapoel Tel Aviv FC      | 0–2 (Report) | 1–2 (Report)      |
| Neftçi Baku PFC       | 2–4    | Red Star Belgrade       | 2–3 (Report) | 0–1 (Report)      |
| Vllaznia              | 1–3    | FC Spartak Trnava       | 1–1 (Report) | 0–2 (Report)      |
| BATE Borisov          | 1–12   | FC Lokomotiv Moscow     | 1–7 (Report) | 0–5 (Report)      |
| FC Lantana Tallinn    | 2–9    | FC Torpedo Kutaisi      | 0–5 (Report) | 2–4 (Report)      |
| FK Liepājas Metalurgs | 4–5    | Lech Poznań             | 3–2 (Report) | 1–3 (Report)      |
| ND Gorica             | 2–1    | Inter CableTel AFC      | 2–0 (Report) | 0–1 (Report)      |
| FK Vojvodina          | 5–1    | Újpest FC               | 4–0 (Report) | 1–1 (Report)      |
| Viljandi Tulevik      | 0–5    | Club Brugge             | 0–3 (Report) | 0–2 (Report)      |
| FC Belshyna Babruisk  | 1–8    | AC Omonia               | 1–5 (Report) | 0–3 (Report)      |
| Kryvbas Kryvyi Rih    | 5–0    | Shamkir                 | 3–0 (Report) | 2–0 (Report)      |
| KÍ Klaksvík           | 0–9    | Grazer AK               | 0–5 (Report) | 0–4 (Report)      |
| FK Rīga               | 0–5    | Helsingborg             | 0–0 (Report) | 0–5 (Report)      |
| VPS                   | 1–3    | St. Johnstone F.C.      | 1–1 (Report) | 0–2 (Report)      |
| FK Inter Bratislava   | 5–1    | KS Bylis                | 3–1 (Report) | 2–0 (Report)      |
| FK Bodø/Glimt         | 3–1    | FC Vaduz                | 1–0 (Report) | 2–1 (Report)      |
| Viking FK             | 18–0   | Club Esportiu Principat | 7–0 (Report) | 11–0 (Report)     |
| Maccabi Tel Aviv F.C. | 4–3    | FBK Kaunas              | 3–1 (Report) | 1–2 (Report)      |
| Steaua București      | 7–1    | FC Levadia              | 3–0 (Report) | 4–1 (Report)      |
| Lyngby BK             | 7–0    | Birkirkara F.C.         | 7–0 (Report) | 0–0 (Report)      |
| Ankaragücü            | 2–0    | B36 Tórshavn            | 1–0 (Report) | 1–0 (Report)      |
| Sliema Wanderers F.C. | 0–4    | FC Zürich               | 0–3 (Report) | 0–1 (Report)      |
| Grasshopper Club      | 8–0    | Bray Wanderers          | 4–0 (Report) | 4–0 (Report)      |
| IFK Göteborg          | 3–1    | Cork City F.C.          | 3–0 (Report) | 0–1 (Report)      |
| FC Mondercange        | 2–13   | Dinamo Bucureşti        | 2–6 (Report) | 0–7 (Report)      |
| FK Vardar             | 0–9    | Legia Warszawa          | 0–5 (Report) | 0–4 (Report)      |
| APOEL                 | 0–2    | Levski Sofia            | 0–0 (Report) | 0–2 (Report)      |
| Anderlecht            | 9–1    | Leiftur Ólafsfjörður    | 6–1 (Report) | 3–0 (Report)      |
| Olimpija Ljubljana    | (a)3–3 | Kareda Šiauliai         | 1–1 (Report) | 2–2 (Report)      |
| Hajduk Split          | 6–1    | F91 Dudelange           | 5–0 (Report) | 1–1 (Report)      |
| Cwmbrân Town A.F.C.   | 0–10   | Celtic F.C.             | 0–6 (Report) | 0–4 (Report)      |
| Portadown F.C.        | 0–8    | PFC CSKA Sofia          | 0–3 (Report) | 0–5 (Report)      |
| Ferencvárosi TC       | 4–2    | Constructorul Chişinău  | 3–1 (Report) | 1–1 (Report)      |
| KR Reykjavík          | 1–2    | Kilmarnock F.C.         | 1–0 (Report) | 0–2(aet) (Report) |

## Primeira fase
| Equipe 1                | Total       | Equipe 2                   | 1.º jogo     | 2.º jogo     |
| ----------------------- | ----------- | -------------------------- | ------------ | ------------ |
| Steaua București        | 5–2         | LASK Linz                  | 2–0 (Report) | 3–2 (Report) |
| VfL Wolfsburg           | 3–2         | Debreceni VSC              | 2–0 (Report) | 1–2 (Report) |
| Red Star Belgrade       | 2–3         | Montpellier HSC            | 0–1 (Report) | 2–2 (Report) |
| Udinese                 | 3–1         | AaB                        | 1–0 (Report) | 2–1 (Report) |
| Stabæk                  | 1–2         | Deportivo de La Coruña     | 1–0 (Report) | 0–2 (Report) |
| FK Partizan             | 1–4         | Leeds United               | 1–3 (Report) | 0–1 (Report) |
| HJK Helsinki            | 1–6         | Olympique Lyonnais         | 0–1 (Report) | 1–5 (Report) |
| Atlético Madrid         | 3–1         | Ankaragücü                 | 3–0 (Report) | 0–1 (Report) |
| MTK Hungária FC         | 2–0         | Fenerbahçe SK              | 0–0 (Report) | 2–0 (Report) |
| Anderlecht              | 6–1         | Olimpija Ljubljana         | 3–1 (Report) | 3–0 (Report) |
| Roda JC                 | 5–1         | FC Shakhtar Donetsk        | 2–0 (Report) | 3–1 (Report) |
| FK Bodø/Glimt           | 1–6         | Werder Bremen              | 0–5 (Report) | 1–1 (Report) |
| Viking FK               | 3–1         | Sporting Clube de Portugal | 3–0 (Report) | 0–1 (Report) |
| Maccabi Tel Aviv F.C.   | 3–4         | RC Lens                    | 2–2 (Report) | 1–2 (Report) |
| 1. FC Kaiserslautern    | 5–0         | Kilmarnock F.C.            | 3–0 (Report) | 2–0 (Report) |
| Helsingborg             | 2–2 (4–2 p) | FC Karpaty Lviv            | 1–1 (Report) | 1–1 (Report) |
| Lech Poznań             | 1–2         | IFK Göteborg               | 1–2 (Report) | 0–0 (Report) |
| FK Teplice              | 4–2         | Ferencvárosi TC            | 3–1 (Report) | 1–1 (Report) |
| PFC CSKA Sofia          | 2–4         | Newcastle United           | 0–2 (Report) | 2–2 (Report) |
| ND Gorica               | 0–3         | Panathinaikos              | 0–1 (Report) | 0–2 (Report) |
| Amica Wronki            | 5–4         | Brøndby IF                 | 2–0 (Report) | 3–4 (Report) |
| SC Beira-Mar            | 1–2         | Vitesse Arnhem             | 1–2 (Report) | 0–0 (Report) |
| Grazer AK               | 4–2         | FC Spartak Trnava          | 3–0 (Report) | 1–2 (Report) |
| Hajduk Split            | 0–3         | Levski Sofia               | 0–0 (Report) | 0–3 (Report) |
| Celtic F.C.             | 3–0         | Hapoel Tel Aviv FC         | 2–0 (Report) | 1–0 (Report) |
| Lausanne Sports         | 3–6         | Celta de Vigo              | 3–2 (Report) | 0–4 (Report) |
| Ionikos FC              | 1–4         | FC Nantes Atlantique       | 1–3 (Report) | 0–1 (Report) |
| Aris Thessaloniki F.C.  | 3–2         | Servette FC                | 1–1 (Report) | 2–1 (Report) |
| AS Monaco FC            | 6–3         | St. Johnstone F.C.         | 3–0 (Report) | 3–3 (Report) |
| FK Inter Bratislava     | 3–1         | SK Rapid Wien              | 1–0 (Report) | 2–1 (Report) |
| Lyngby                  | 1–5         | FC Lokomotiv Moscow        | 1–2 (Report) | 0–3 (Report) |
| Skonto FC               | 1–2         | Widzew Łódź                | 1–0 (Report) | 0–2 (Report) |
| Roma                    | 7–1         | Vitória de Setúbal         | 7–0 (Report) | 0–1 (Report) |
| Parma                   | 6–2         | Kryvbas Kryvyi Rih         | 3–2 (Report) | 3–0 (Report) |
| Hapoel Haifa            | (a)5–5      | Club Brugge                | 3–1 (Report) | 2–4 (Report) |
| FC Torpedo Kutaisi      | 1–7         | AEK Athens F.C.            | 0–1 (Report) | 1–6 (Report) |
| AC Omonia               | 2–10        | Juventus                   | 2–5 (Report) | 0–5 (Report) |
| West Ham United         | 6–1         | NK Osijek                  | 3–0 (Report) | 3–1 (Report) |
| FK Vojvodina            | 2–3         | Slavia Praga               | 0–0 (Report) | 2–3 (Report) |
| SK Sigma Olomouc        | 1–3         | RCD Mallorca               | 1–3 (Report) | 0–0 (Report) |
| S.L. Benfica            | 2–1         | Dinamo Bucureşti           | 0–1 (Report) | 2–0 (Report) |
| Ajax Amsterdam          | 9–2         | FK Dukla Banská Bystrica   | 6–1 (Report) | 3–1 (Report) |
| Tottenham Hotspur       | 3–0         | Zimbru Chişinău            | 3–0 (Report) | 0–0 (Report) |
| Zenit St. Petersburg    | 2–5         | Bologna                    | 0–3 (Report) | 2–2 (Report) |
| Anorthosis Famagusta FC | 1–2         | Legia Warszawa             | 1–0 (Report) | 0–2 (Report) |
| FC Lokomotivi Tbilisi   | 0–9         | PAOK FC                    | 0–7 (Report) | 0–2 (Report) |
| AB                      | 1–3         | Grasshopper Club           | 0–2 (Report) | 1–1 (Report) |
| FC Zürich               | 5–3         | Lierse S.K.                | 1–0 (Report) | 4–3 (Report) |

## Segunda fase
| Equipe 1            | Total       | Equipe 2         | 1.º jogo     | 2.º jogo     |
| ------------------- | ----------- | ---------------- | ------------ | ------------ |
| Aris                | 2–4         | Celta Vigo       | 2–2 (Report) | 0–2 (Report) |
| Udinese             | 2–1         | Legia Warsaw     | 1–0 (Report) | 1–1 (Report) |
| Deportivo La Coruña | 5–1         | Montpellier      | 3–1 (Report) | 2–0 (Report) |
| Widzew Łódź         | 1–3         | Monaco           | 1–1 (Report) | 0–2 (Report) |
| MTK Hungária        | 2–2 (a)     | AEK Athens       | 2–1 (Report) | 0–1 (Report) |
| Roda                | 0–1         | Wolfsburg        | 0–0 (Report) | 0–1 (Report) |
| Anderlecht          | 2–4         | Bologna          | 2–1 (Report) | 0–3 (Report) |
| PAOK                | 3–3 (1–4 p) | Benfica          | 1–2 (Report) | 2–1 (Report) |
| Inter Bratislava    | 0–7         | Nantes           | 0–3 (Report) | 0–4 (Report) |
| Atlético Madrid     | 5–1         | Amica Wronki     | 1–0 (Report) | 4–1 (Report) |
| Parma               | 4–1         | Helsingborg      | 1–0 (Report) | 3–1 (Report) |
| Grazer              | 2–2 (a)     | Panathinaikos    | 2–1 (Report) | 0–1 (Report) |
| Steaua București    | 2–0         | West Ham United  | 2–0 (Report) | 0–0 (Report) |
| Levski Sofia        | 2–4         | Juventus         | 1–3 (Report) | 1–1 (Report) |
| Leeds United        | 7–1         | Lokomotiv Moscow | 4–1 (Report) | 3–0 (Report) |
| Hapoel Haifa        | 1–3         | Ajax             | 0–3 (Report) | 1–0 (Report) |
| Slavia Praga        | 3–2         | Grasshopper      | 3–1 (Report) | 0–1 (Report) |
| Zürich              | 2–5         | Newcastle United | 1–2 (Report) | 1–3 (Report) |
| Werder Bremen       | 2–2 (a)     | Viking           | 0–0 (Report) | 2–2 (Report) |
| Teplice             | 1–5         | Mallorca         | 1–2 (Report) | 0–3 (Report) |
| IFK Göteborg        | 0–3         | Roma             | 0–2 (Report) | 0–1 (Report) |
| Lyon                | 2–0         | Celtic           | 1–0 (Report) | 1–0 (Report) |
| Lens                | 5–2         | Vitesse          | 4–1 (Report) | 1–1 (Report) |
| Tottenham Hotspur   | 1–2         | Kaiserslautern   | 1–0 (Report) | 0–2 (Report) |

## Terceira fase
| Equipe 1            | Total       | Equipe 2          | 1.º jogo | 2.º jogo |
| ------------------- | ----------- | ----------------- | -------- | -------- |
| Ajax                | 0–3         | Mallorca          | 0–1      | 0–2      |
| AEK Athens          | 2–3         | Monaco            | 2–2      | 0–1      |
| Rangers             | 2–2 (1–3 p) | Borussia Dortmund | 2–0      | 0–2      |
| Bologna             | 2–3         | Galatasaray       | 1–1      | 1–2      |
| Roma                | 1–0         | Newcastle United  | 1–0      | 0–0      |
| Spartak Moscow      | 2–2 (a)     | Leeds United      | 2–1      | 0–1      |
| Slavia Praga        | 5–2         | Steaua București  | 4–1      | 1–1      |
| Udinese             | 2–2 (a)     | Bayer Leverkusen  | 0–1      | 2–1      |
| Arsenal             | 6–3         | Nantes            | 3–0      | 3–3      |
| Deportivo La Coruña | 5–3         | Panathinaikos     | 4–2      | 1–1      |
| Parma               | 5–4         | Sturm Graz        | 2–1      | 3–3      |
| Lyon                | 3–4         | Werder Bremen     | 3–0      | 0–4      |
| Olympiacos          | 3–4         | Juventus          | 1–3      | 2–1      |
| Celta Vigo          | 8–1         | Benfica           | 7–0      | 1–1      |
| Wolfsburg           | 3–5         | Atlético Madrid   | 2–3      | 1–2      |
| Lens                | 5–3         | Kaiserslautern    | 1–2      | 4–1      |

## Oitavas-de-final
| Equipe 1          | Total   | Equipe 2            | 1.º jogo | 2.º jogo |
| ----------------- | ------- | ------------------- | -------- | -------- |
| Mallorca          | 4–2     | Monaco              | 4–1      | 0–1      |
| Borussia Dortmund | 0–2     | Galatasaray         | 0–2      | 0–0      |
| Roma              | 0–1     | Leeds United        | 0–0      | 0–1      |
| Slavia Praga      | 2–2 (a) | Udinese             | 1–0      | 1–2      |
| Arsenal           | 6–3     | Deportivo La Coruña | 5–1      | 1–2      |
| Parma             | 2–3     | Werder Bremen       | 1–0      | 1–3      |
| Juventus          | 1–4     | Celta Vigo          | 1–0      | 0–4      |
| Atlético Madrid   | 4–6     | Lens                | 2–2      | 2–4      |

## Quartas-de-final
| Equipe 1     | Total | Equipe 2      | 1.º jogo | 2.º jogo |
| ------------ | ----- | ------------- | -------- | -------- |
| Leeds United | 4–2   | Slavia Praga  | 3–0      | 1–2      |
| Arsenal      | 6–2   | Werder Bremen | 2–0      | 4–2      |
| Mallorca     | 2–6   | Galatasaray   | 1–4      | 1–2      |
| Celta Vigo   | 1–2   | Lens          | 0–0      | 1–2      |

## Semifinais
| Equipe 1    | Total | Equipe 2     | 1.º jogo | 2.º jogo |
| ----------- | ----- | ------------ | -------- | -------- |
| Galatasaray | 4–2   | Leeds United | 2–0      | 2–2      |
| Arsenal     | 3–1   | Lens         | 1–0      | 2–1      |

## Final
| Equipe 1    | Total | Equipe 2 | 1.º jogo | 2.º jogo |
| ----------- | ----- | -------- | -------- | -------- |
| Galatasaray | 0–0   | Arsenal  | 0–0      |          |

| 17 de maio de 2000 | Galatasaray | 0 – 0  | Arsenal | Parken Stadium, Copenhagen                       |
| 20:45              |             | Report |         | Público: 38 919 Árbitro: ESP Antonio López Nieto |

|                            |     | Penalidades          |  |
| Penbe Şükür Davala Popescu | 4–1 | Šuker Parlour Vieira |  |